# Skummeslövsstrand
Skummeslövsstrand is een plaats in de gemeente Laholm in de provincie Halland, Zweden. De plaats heeft 454 inwoners (2005).
Samen met de plaats Mellbystrand heeft Skummeslövsstrand een doorlopend zandstrand, dat met 12 kilometer lengte het langste zandstrand van Zweden is.
Skummeslövsstrand is met 17 letters de plaatsnaam met het hoogst aantal letters die een eigen postcode heeft in Zweden.
Ala · Allarp · Edenberga · Genevad · Hasslöv · Hishult · Knäred · Laholm · Lilla Tjärby · Mellbystrand · Ränneslöv · Skottorp · Skummeslövsstrand · Vallberga · Våxtorp · Veinge · Ysby